# Sean Paul
Sean Paul Ryan Francis Henriques (n. 9 ianuarie 1973), cunoscut ca Sean Paul, este un rapper și cântăreț jamaican de reggae și dancehall.

## Copilăria
Sean Paul s-a născut în Kingston, Jamaica, și și-a petrecut primii ani, confortabil, în comuna Saint Andrew Parish. Părinții lui, Garth și Frances erau ambii atleți talentați, și mama sa era bine cunoscută ca pictoriță. Bunicul său paternal era evreu, a cărui familie a imigrat din Portugalia, iar bunica de pe linie paternală era o afro-caraibeană. Mama sa este de descendență engleză și chinezo-jamaicană. Sean a fost crescut în catolicism, deși bunelul său provenea dintr-o familie respectabilă de evrei. Mulți membri din familia lui sunt înotători. Bunicul său a fost primul la echipa națională de polo a Jamaicăi. De asemenea tatăl său a jucat pentru echipa de polo în 1960. Sean a jucat prima dată la naționala de polo de la vârsta de 13 ani la 21. Oricum, s-a lăsat de sport pentru a-și lansa cariera muzicală. A frecventat liceul Wolmers pentru băieți, unde a fost antrenat ca flautist clasic, liceul Belair și colegiul de Arte, Sport și Tehnologie, cunoscut ca Universitatea de Tehnologie.

## Succesul:Stage OneșiDutty Rock(2000-2004)
A făcut o apariție rapidă în filmul Belly din 1998 executat pe scenă. În 2000, Sean Paul a lansat albumul de debut Stage One cu VP Records. În 2002, a început să lucreze mult cu o echipă de producători din Toronto, anunțând lansarea celui de-al doilea album, Dutty Rock. Împins de succesul melodiilor "Gimme the Light" și "Get Busy", albumul a fost un succes mondial, cu vânzări de peste 6 milioane de copii. Acesta a mai fost auzit pe melodia lui Beyoncé "Baby Boy" și melodia lui Blu Cantrell "Breathe". Ambele l-au ajutat să-și împingă viitoarea reputație spre America. În această perioadă, a apărut la Punk'd, 106 & Park, Sean Paul Respect, Making the Video ("Get Busy", "Gimme the Light", și "Like Glue") iar videoclipurile sale erau difuzate pe MTV și BET. Cele mai mari hituri ale artistului includ "Get Busy", "Like Glue", "Gimme the Light", "Baby Boy", și "I'm Still in Love with You".
Cel de-al treilea album a lui Sean Paul a fost lansat în 27 septembrie 2005. Albumul conține 5 piese de succes: "We Be Burnin'"' "Ever Blazin'"; "Give It Up to Me"; "Never Gonna Be The Same" și "Temperature" care spărgea topurile. A fost nominalizat la  Billboard Music Awards în 2006 la categoriile Male Artist of the Year; Rap Artist of the Year; Hot 100 Single of the Year și Pop Single of the Year pentru melodia "Temperature". De asemenea, a câștigat un premiu American Music cu melodia Give It Up to Me. În martie 2007, s-a întors în Jamaica unde a interpretat la ceremonia de deschidere a Campionatului Mondial de Cricket 2007. Acesta apare în jocul Def Jam Fight for NY de partea lui Snoop Dogg, și bineînțeles, în continuarea jocului, Def Icon.

## Imperial Blaze (2009)
De curând, a apărut în videoclipul lui Shaggy "Save a Life" împreună cu Elephant Man, Da'Ville, și alții. Încearcă prin acest efort să câștige bani pentru un spital de copii. Shaggy, Sean și restul vor organiza un concert. Toate câștigurile vor aduce echipament nou și tehnologic spitalului Bustamante pentru copiii.

## Discografie
Albume de studio
- Stage One (2000)
- Dutty Rock (2002)
- The Trinity (2005)
- Imperial Blaze (2009)
- Tomahawk Technique (2012)
- Full Frequency (2014)

## Filmografie
Filme
| An   | Titlu | Rol       |
| ---- | ----- | --------- |
| 1998 | Belly | El însuși |

## Premii și nominalizări
| Ab   | Organizație                                 | Premiu                                                                  | Rezultat     |
| ---- | ------------------------------------------- | ----------------------------------------------------------------------- | ------------ |
| 2003 | American Music Awards                       | Favorite Hip-Hop/Rap Male Artist                                        | Nominalizare |
| 2003 | American Music Awards                       | Favorite Hip-Hop/Rap Album (Dutty Rock)                                 | Nominalizare |
| 2003 | MuchMusic Video Awards                      | Best International Video (Gimme the Light)                              | Câștigat     |
| 2003 | MTV Music Awards                            | Best New Act of the Year                                                | Câștigat     |
| 2003 | Source Awards                               | Dancehall Reggae Album of the Year (Dutty Rock)                         | Câștigat     |
| 2003 | BET Awards                                  | Best New Artist                                                         | Nominalizare |
| 2003 | MTV Video Music Awards                      | Best Dance Video (Get Busy)                                             | Nominalizare |
| 2003 | MTV Video Music Awards                      | Best New Artist (Get Busy)                                              | Nominalizare |
| 2004 | Grammy Awards                               | Best New Artist                                                         | Nominalizare |
| 2004 | Grammy Awards                               | Best Rap Solo Performance (Get Busy)                                    | Nominalizare |
| 2004 | Grammy Awards                               | Best Reggae Album (Dutty Rock)                                          | Câștigat     |
| 2004 | International Reggae and World Music Awards | Entertainer of the Year                                                 | Câștigat     |
| 2005 | MOBO Awards                                 | Best Reggae Act                                                         | Nominalizare |
| 2005 | International Reggae and World Music Awards | Entertainer of the Year (shared with Wyclef; Malachi Smith; Beenie Man) | Câștigat     |
| 2005 | ASCAP Rhythm & Soul Music Award             | Top Reggae Artist of the Year                                           | Câștigat     |
| 2006 | American Music Awards                       | Favorite Pop/Rock Male Artist                                           | Câștigat     |
| 2006 | MTV Video Music Awards Japan                | Best Reggae Video We Be Burnin'                                         | Nominalizare |
| 2006 | MuchMusic Video Awards                      | Best International Artist (Temperature)                                 | Nominalizare |
| 2006 | World Music Awards                          | World's Best Rap/Hip-Hop Artist                                         | Nominalizare |
| 2006 | Billboard Music Award                       | Male Artist of the Year                                                 | Nominalizare |
| 2006 | Billboard Music Award                       | Hot 100 Single of the Year (Temperature)                                | Nominalizare |
| 2006 | Billboard Music Award                       | Pop Single of the Year (Temperature)                                    | Nominalizare |
| 2006 | Billboard Music Award                       | Rap Artist of the Year                                                  | Nominalizare |
| 2006 | MTV Europe Music Awards                     | Best Male                                                               | Nominalizare |
| 2006 | MTV Europe Music Awards                     | Best Hip-hop                                                            | Nominalizare |
| 2006 | Grammy Awards                               | Best Reggae Album (The Trinity)                                         | Nominalizare |
| 2006 | MOBO Awards                                 | Best Reggae Act                                                         | Câștigat     |
| 2006 | MTV Video Music Awards                      | Best Dance Video (Temperature)                                          | Câștigat     |
| 2007 | MTV Romania Music Awards                    | Best International Artist                                               | Câștigat     |
| 2007 | NRJ Music Awards                            | Best International Male Artist of the Year                              | Nominalizare |
| 2007 | Nickelodeon Kids' Choice Awards             | Favorite Male Singer                                                    | Nominalizare |
| 2007 | MTV Video Music Awards Japan                | Best Reggae Video (Temperature)                                         | Nominalizare |
| 2007 | ASCAP Rhythm & Soul Music Awards            | Reggae Artist of the Year                                               | Câștigat     |
| 2007 | Soul Train Awards                           | Best Dance Cut (When You Gonna) Give It Up to Me                        | Nominalizare |
| 2009 | MOBO Awards                                 | Best Reggae Act                                                         | Câștigat     |
| 2009 | Soul Train Awards                           | Best Reggae Artist                                                      | Câștigat     |
| 2010 | Grammy Awards                               | Best Reggae Album (Imperial Blaze)                                      | Nominalizare |
| 2010 | MTV Video Music Awards Japan                | Best Reggae Video (So Fine)                                             | Nominalizare |
| 2012 | Soul Train Awards                           | Best Caribbean Performance                                              | Câștigat     |
| 2012 | NRJ Music Awards                            | Best International Male Artist of the Year                              | Nominalizare |
| 2012 | MTV Video Music Awards Japan                | Best Reggae Video (She Doesn't Mind)                                    | Câștigat     |
| 2012 | MOBO Awards                                 | Best Reggae Act                                                         | Câștigat     |
| 2012 | MTV Europe Music Award                      | Best World Stage                                                        | Nominalizare |
| 2013 | Grammy Awards                               | Best Reggae Album (Tomahawk Technique)                                  | Nominalizare |
| 2013 | Youth View Awards                           | Favorite Local International Artiste of the Year                        | Câștigat     |
| 2013 | Star Awards                                 | Album of the Year (Tomahawk Technique)                                  | Câștigat     |
| 2013 | MOBO Awards                                 | Best Reggae Act                                                         | Câștigat     |